# Macleays ijsvogel
Macleays ijsvogel (Todiramphus macleayii) is een ijsvogelsoort die voorkomt in de Indische Archipel ten oosten van de Wallacelijn en Noord- en Oost-Australië. Deze vogel is genoemd naar de Schotse entomoloog Alexander Macleay (1767-1848).

## Herkenning
Macleays ijsvogel is een middelgrote ijsvogel van 18 tot 23 centimeter lengte. Het is een contrastrijk gekleurde vogel, die van boven glanzend diepblauw is en naar de stuit toe iets lichter blauw wordt. Kenmerkend is een witte vlek tussen de donkerblauwe kruin en het oog. De oogstreep is zwart, verder heeft de ijsvogel een brede witte kraag en is ook helderwit op de borst en buik. In vlucht wordt een witte vlek op de vleugel zichtbaar.

## Verspreiding en leefgebied
Binnen het verspreidingsgebied worden drie ondersoorten onderscheiden:
- T. m. elisabeth: oostelijk Nieuw-Guinea.
- T. m. macleayii: Noord-Australië.
- T. m. incinctus: noordoostelijk en oostelijk Australië.

Vogels die in het zuiden van het verspreidingsgebied leven, trekken in de zuidelijke winter naar het noorden (Nieuw-Guinea).
De standvogels in Nieuw-Guinea en Noord-Australië leven in savannegebieden. Ze foerageren op grote insecten en hagedissen en kikkers. Ze nestelen in termietenheuvels. Overwinteraars kunnen in tal van andere typen leefgebieden worden waargenomen zelfs in tuinen en in de buurt van sportvelden.

## Status
De kans op de status kwetsbaar (voor uitsterven) uiterst gering omdat de vogel voorkomt in een groot gebied. De grootte van de populatie is niet gekwantificeerd, maar de aantallen lopen terug. Echter, het tempo ligt onder de 30% in tien jaar (minder dan 3,5% per jaar). Om deze redenen staat Macleays ijsvogel als niet bedreigd op de Rode Lijst van de IUCN.